# 히가시나카마역
히가시나카마역(일본어: 東中間駅)은 일본 후쿠오카현 나카마시에 위치한 지쿠호 전기 철도 지쿠호 전기 철도선의 철도역이다. 역 번호는 CK 12이며, 상대식 승강장 2면 2선의 구조를 갖춘 고가역이다.

## 역 주변
| 1 | ■ 지쿠호 전기 철도선 | 하행 | 구스바시 · 지쿠호노가타 방면       |
| 2 | ■ 지쿠호 전기 철도선 | 상행 | 에이노마루 · 구로사키에키마에 방면 |

## 이용 현황
- 2013년도 기준 : 730명.

## 역 주변
- 우메야스 천만궁
- 나카마 시립 나카마히가시 중학교

## 인접 역
| 지쿠호 전기 철도 지쿠호 전기 철도선  | 지쿠호 전기 철도 지쿠호 전기 철도선 | 지쿠호 전기 철도 지쿠호 전기 철도선  |
| ------------------------------------ | ----------------------------------- | ------------------------------------ |
| CK 11 도리타니 구로사키에키마에 방면 | ■ 지쿠호 전기 철도선                | 지쿠호나카마 CK 13 지쿠호노가타 방면 |